# Une visite
Pour plus de détails, voir Fiche technique et Distribution.
Une visite est un court-métrage français réalisé par François Truffaut, sorti en 1954.

## Synopsis
Un jeune garçon cherche une chambre à louer. Il s'installe dans l'appartement d'une jeune femme, à qui son beau-frère confie sa petite fille à garder.

## Fiche technique
- Titre : Une visite
- Scénario : François Truffaut
- Photographie : Jacques Rivette
- Montage : Alain Resnais
- Production : Robert Lachenay
- Pays d'origine :  France
- Format : Noir et blanc  - 16 mm
- Genre : court métrage
- Durée : 8 minutes
- Date de sortie : 1954

## Distribution
- Laura Mauri
- Jean-José Richer
- Francis Cognany
- Florence Doniol-Valcroze